# 鹿港老街

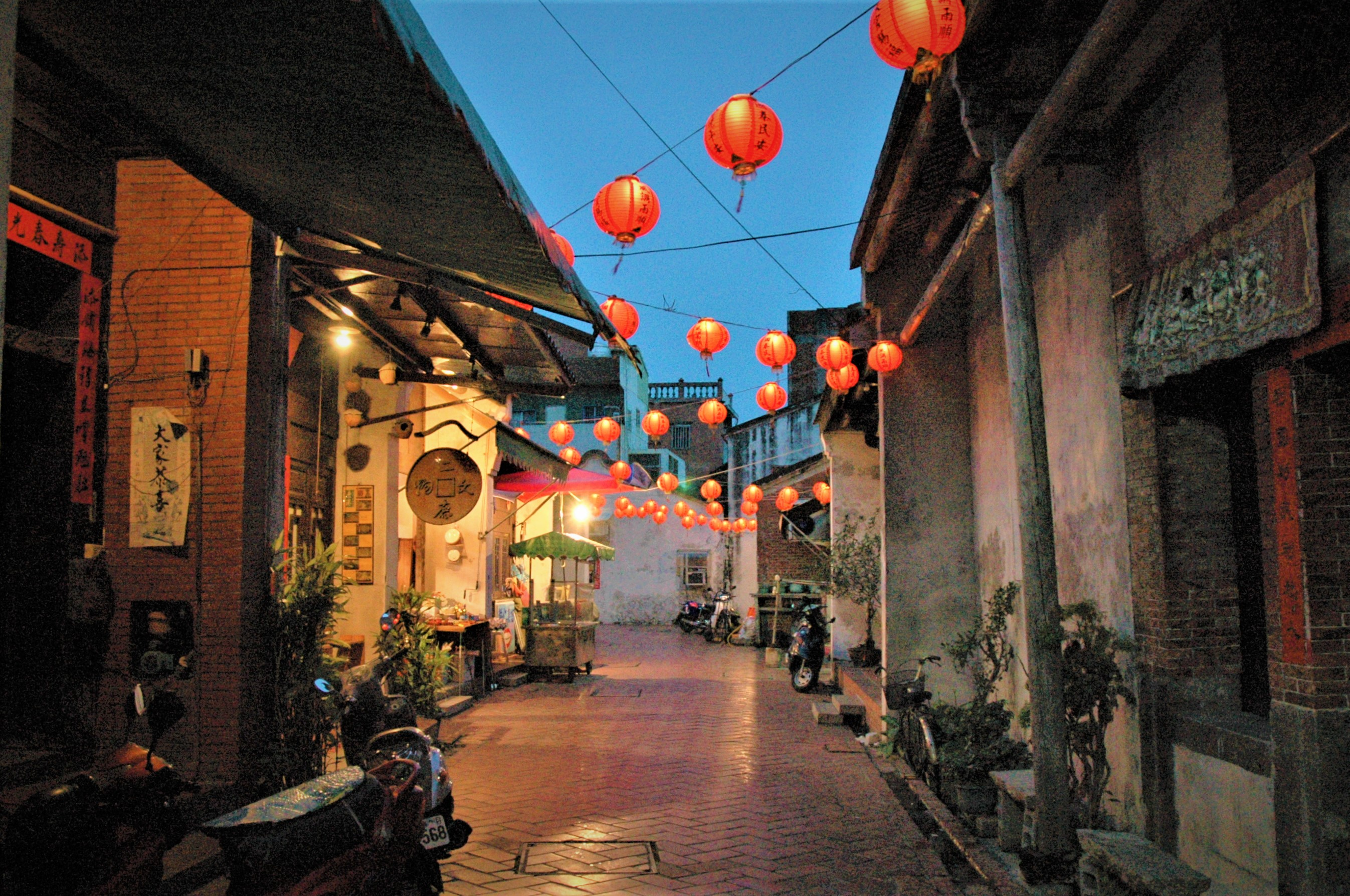
鹿港老街一景

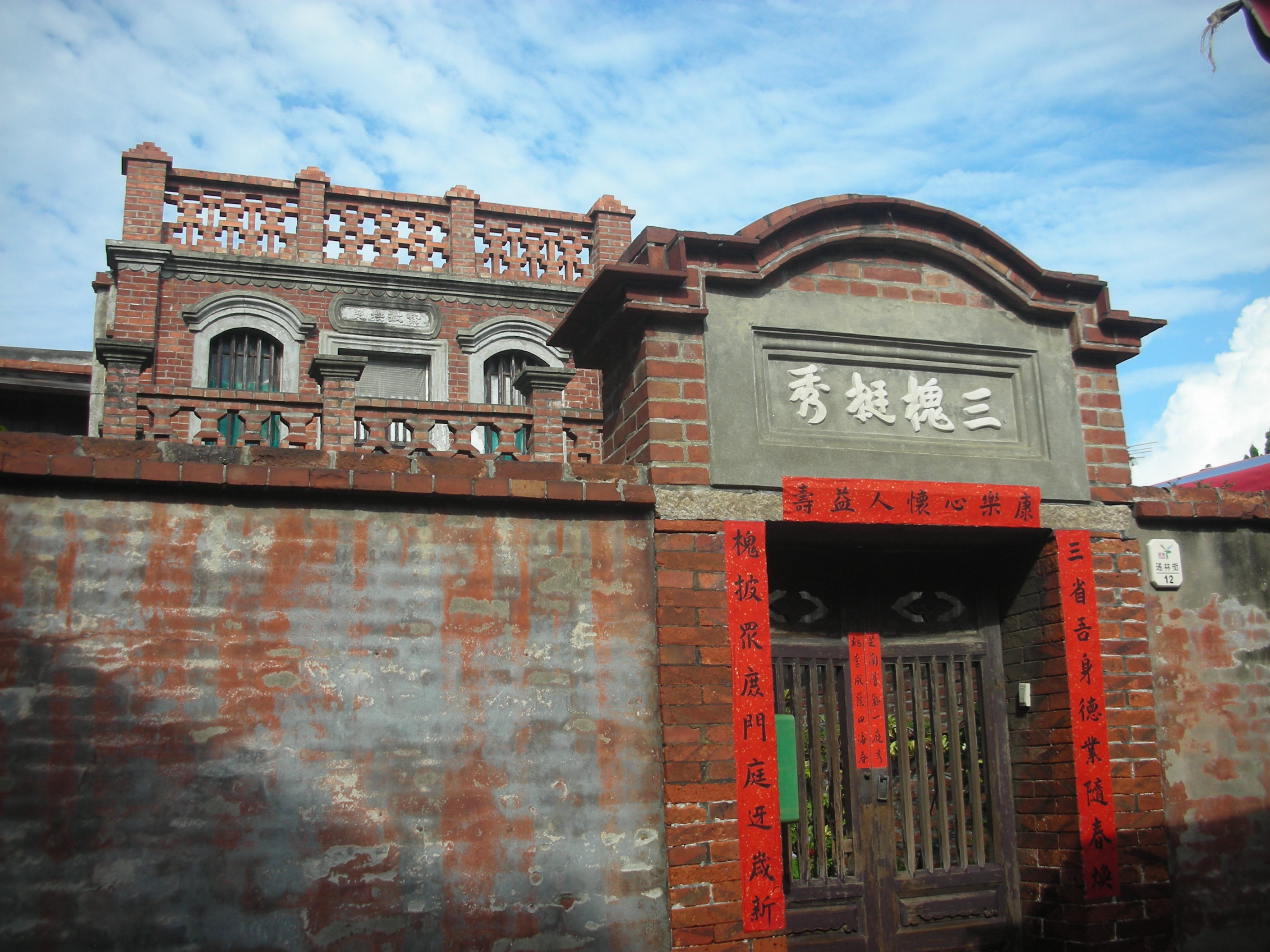
鹿港老街「三槐挺秀」

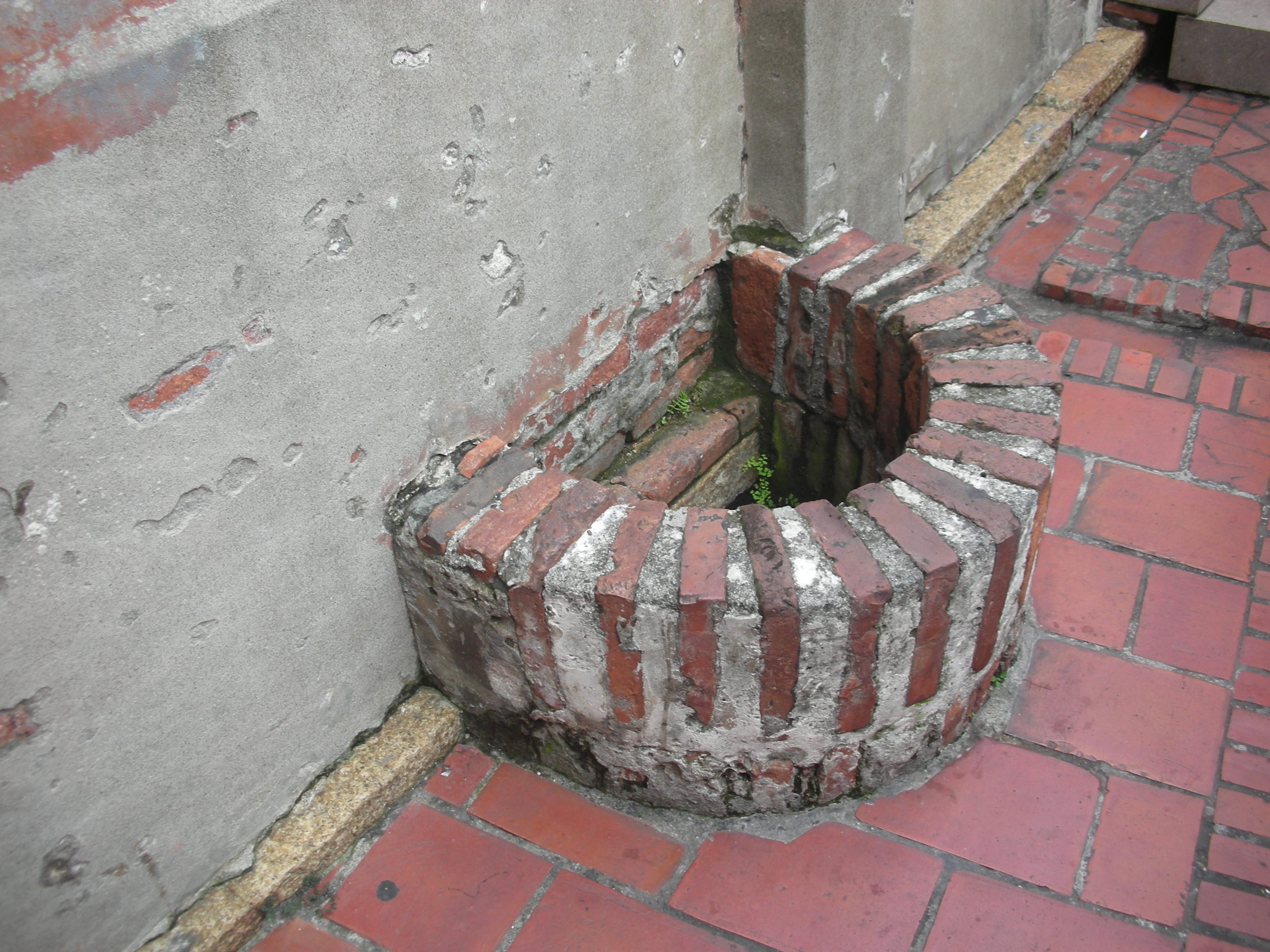
鹿港老街半邊井

鹿港老街位於臺灣彰化縣鹿港鎮，廣義的『鹿港老街』一詞，範圍包含整個鹿港鎮的歷史古蹟街區，狹義的定義則主要由瑤林街與埔頭街連結而成，鹿港是荷蘭及清治時期中臺灣最重要對外經商港口，過往曾因商業的發展而繁榮。發展歷史甚早，1934年（昭和9年）臺灣日治時期，鹿港實施市區改正，鹿港不見天老街（五福大街、現鹿港中山路）被拓寬為大路，兩側的房屋陸續改建為混凝土現代建築，而與中山路平行的瑤林、埔頭老街， 則仍保存著鹿港老街的格局。直到1986年（民國75年）政府指定為鹿港古街保存區，而成為台灣第一個以古市街保存的案例。
現老街範圍包括意和行、新祖宮、桂花巷（鹿港城隍廟前）、鹿港公會堂全長五百餘公尺，鹿港老街保存早期商店門牌建築，長條型閩式店屋建築，結合一進房店面、二進房住家、三進房後院三大功能，房屋總長度從四十米至七十米不等，此為清代至日治初期建築特色。且古蹟數量僅次於臺南。

## 外部連結
- 鹿港老街 - 彰化旅遊資訊網 （页面存档备份，存于）